# Anna Loerper
Anna Loerper født 18. november 1984 er en tysk håndboldspiller som i en periode har spillet  i den tyske håndboldklub TuS Metzingen. Derudover spiller hun for det tyske kvindehåndboldlandshold. Loerper har spillet 221 kampe for Tyskland og scoret 382 gange. Anna har spillet en enkelt sæson i Team Tvis Holstebro, og flytter ved sæsonskiftet (2013) til den tyske håndboldklub Oldenburg.